# جین لابچنکو
جین لابچنکو (انگلیسی: Jane Lubchenco؛ زادهٔ ۴ دسامبر ۱۹۴۷) سیاست‌مدار اهل ایالات متحده آمریکا است. متخصص در علم محیط زیست و اقیانوس و بوم‌شناسی که در دانشگاه ایالتی اورگن استاد و محقق است. علایق تحقیقاتی او، شامل فعل و انفعالات بین محیط زیست و رفاه انسانی، تنوع زیستی، تغییر آب و هوا و استفاده پایدار از اقیانوس‌ها و سیاره می‌باشد. از سال ۲۰۰۹ تا ۲۰۱۳، او به عنوان رئیس اداره ملی اقیانوس و جوی تحت نظارت دبیر بازرگانی اقیانوس‌ها و اتمسفر عمل کرد. پس از استعفا از این اداره او اولین بازدیدکننده دانشگاه استنفورد در (مارس تا ژوئن ۲۰۱۳) بود. در ژوئن ۲۰۱۳، او به دانشگاه ایالتی اورگن بازگشت و قبل از اینکه توسط رئیس‌جمهور اوباما برای خدمت به تیم علوم او دعوت شود، در هیئت علمی قرار گرفت.

## زندگی‌نامه
لابچنکو در ۴ دسامبر ۱۹۴۷ در دنور، کلرادو به دنیا آمد و بزرگ شد. پدرش مایکل لابچنکو، جراح اهل کارولینای جنوبی، از نژاد اوکراینی، فرانسوی، انگلیسی، اسکاتلندی و ایرلندی بود و مادرش، لام‌تا دال لابچنکو، پزشک اطفال از داکوتای شمالی و مینه‌سوتا بود. لابچنکو در آکادمی سنت مریز (روستای چری هیلز)، یک دبیرستان دخترانه کاتولیک، تحصیل کرد. او دوران دانشگاهی خود را در کالج کلرادو و در کلرادو اسپرینگز، کلرادو سپری کرد و در سال ۱۹۶۹ مدرک کارشناسی خود را کسب کرد. در طول کالج، یک کلاس تابستانی در جانورشناسی بی‌مهرگان گذراند و در آزمایشگاه بیولوژی نیروی دریایی در جنگل وودز در ماساچوست، فعالیت کرد و علاقه خود را به بیولوژی و تحقیقات دریایی نشان داد. او در مدرسه فارغ‌التحصیلان دانشگاه ایالتی واشینگتن، جایی که او روش‌های تجربی و تکاملی را به اکولوژی دریایی پیوند داد و پایان‌نامه خود در مورد رقابت بین ستارگان دریایی را نوشت. لابچنکو با مدرک کارشناسی‌ارشد در سال ۱۹۷۱ و بعد از آن، دکترای خود را در سال ۱۹۷۵ در اکولوژی دریایی از دانشگاه هاروارد کسب کرد.

## فعالیت دانشگاهی
پس از اخذ دکتری. در سال ۱۹۷۵، لابچنکو به عنوان استادیار در دانشگاه هاروارد استخدام شد. در سال ۱۹۷۷، او و همسرش به دانشگاه ایالتی اورگان (OSU) در کوروالیس، اورگان نقل مکان کردند، جایی که او استادیار (۱۹۷۷–۱۹۸۲)، دانشیار (۱۹۸۲–۱۹۸۸) و استاد تمام (۱۹۸۸–۲۰۰۹، ۲۰۱۳ تا کنون) بود.